# Шугалей (фильм)
«Шугале́й» — российско-тунисский боевик режиссёра Дениса Нейманда, основанный на реальной истории двух россиян, захваченных в плен во время гражданской войны в Ливии. 
Анонс фильма состоялся 8 апреля 2020 года. Премьера прошла 1 мая на телеканале НТВ.  
6 сентября 2020 года в эфире телеканала НТВ состоялась премьера второй части картины — «Шугалей-2».

## Сюжет
В 2019 году российские социологи Максим Шугалей и Александр Прокофьев вместе с переводчиком Самером Суэйфаном отправляются в командировку в Ливию, где идёт гражданская война. Целью визита является исследование и анализ реальной обстановки в стране. В ходе этого им попадает в руки опасная для правительства премьер-министра Сарраджа информация. Узнав, что из-за собранных данных им грозит арест, учёные пытаются немедленно покинуть страну. Бежать удаётся лишь Прокофьеву, в то время как остальных ловят боевики исламистской группировки «Рада» и отправляют в тюрьму «Митига».
Пытаясь освободить Шугалея и Суэйфана, российские дипломаты выходят на контакт с правительством, которое, в условиях двоевластия и гражданской войны, требует признать его единственной властью в Ливии и начать поставки оружия. Российская сторона отказывается, сославшись на сотрудничество премьер-министра Сарраджа и его окружения с террористическими организациями.
В тюрьме, где содержатся россияне, пленников пытают и избивают. Шугалея и Суэйфана боевики заставляют на камеру обратиться к российскому правительству, чтобы то пошло навстречу к властям Триполи и признало их законным правительством. Однако пленники отказываются это делать, за что подвергаются наказанию. Вместе с тем, главного героя дважды отправляют на ложную казнь, тем самым пытаясь развлечься.
Вскоре фельдмаршал Хафтар, оппонент Сарраджа, приказывает начать наступление к району тюрьмы «Митига». Во время артобстрела и перестрелки в тюрьме начинается суматоха, которой воспользовались заключённые. Шугалей в схватке одолевает нескольких противников, после чего бежит прочь вместе с другими узниками. Однако в титрах сообщается, что ему бежать не удалось, и он с Суэйфаном всё ещё находится под стражей.

## Съёмки
Съёмки фильма прошли всего за 48 дней в двух странах: России и Тунисе. Как говорил режиссёр Д. Нейманд, они очень торопились, когда снимали ленту. Было важно не затягивать процесс. Большая поддержка была со стороны продюсеров. Они выступали как члены съёмочной группы, во всём им помогали, брали на себя часть работы, что, как заявил Нейманд, очень важно в таких ситуациях.
Фильм снят по инициативе и при поддержке Фонда защиты национальных ценностей.

## В ролях
- Кирилл Полухин — Максим Шугалей
- Олег Абалян — Самер Хасан Али Суэйфан
- Сергей Яценюк — Александр Прокофьев
- Алан Томаев — боевик-переводчик
- Екатерина Решетникова — Наталья Шугалей
- Стэнли Красовицки — Саиф аль-Ислам Каддафи
- Олег Метелев — Халифа Белкасим Хафтар
- Самвел Мужикян — Фарид
- Дмитрий Сутырин — Александр Малькевич
- Вячеслав Аркунов — генерал Мабрук
- Тадас Шимилёв — Джамал
- Руслан Барабанов — банкир
- Андрей Смелов — водитель банкира
- Денис Нейманд — спецпредставитель МИД России
- Алексей Коршунов — американский наёмник
- Халед Хуисса — Хара
- Мохаммед Али Бен Джема — начальник охраны

## Предыстория и финансирование фильма Евгением Пригожиным
Бизнесмен Евгений Пригожин проспонсировал съемки фильма. Политтехнолог Максим Шугалей работал на Пригожина в Африке, где консультировал на выборах кандидатов, считавшихся пророссийскими.
В июле 2019 года Шугалея задержали в Ливии. Шугалея подозревали в том, что он тайно встречался с Сейфом аль-Исламом Каддафи — находящимся в оппозиции сыном  Муаммара Каддафи.
Официально Шугалей занимался в Ливии социологическими исследованиями для Фонда защиты национальных ценностей, связанного с Пригожиным. Фонд поддержал съемки фильма о Шугалее. Фильм вышел на экраны быстро для ленты, основанной на реальных событиях (менее чем через год).

## Общественный резонанс
Глава Фонда защиты национальных ценностей Александр Малькевич, который активно следит за судьбой захваченных россиян Максима Шугалея и Самера Суэйфана и частично участвовал в их освобождении, заявил, что показ фильма должен привлечь общественность к их истории, а также поможет сдвинуться с мёртвой точки в переговорах по их возвращению. На тот момент у российских специалистов не было доступа к адвокату и врачам, контакты с родственниками запрещены.
В свою очередь, Министерство иностранных дел Российской Федерации продолжало настойчивые усилия по скорейшему и безусловному освобождению Максима Шугалея и Самера Суэйфана и планировало и далее использовать для этого все имеющиеся возможности и каналы соответствующего влияния на ливийские власти.
4 мая 2020 года Facebook-аккаунт операции «Вулкан гнева», представляющей правительство национального единства Фаиза Сарраджа, опубликовал своеобразную рецензию на фильм, где они обозначили российских социологов как преступников, пытавшихся вмешаться в президентские выборы 2019 года, которые так и не состоялись. Представители триполитанского правительства также обвинили Россию в «оправдании поддержки Хафтара с помощью кино». Ранее в симпатизирующих ПНС американских СМИ появлялись статьи, где Шугалея и Суэйфана называли политтехнологами, вмешавшимися в неосуществлённые ливийские выборы.
10 декабря 2020 года Максим Шугалей и Самера Хасана Али Суэйфана вышли на свободу.

## Рейтинги
По итогам четвертой недели мая 2020 года (с 22 по 28 мая) картина занимала пятое место в топе лучших фильмов и сериалов онлайн-кинотеатра Wink.